# Mistrzostwa Europy w Piłce Ręcznej Mężczyzn 2014 (eliminacje)
Kwalifikacje do Mistrzostw Europy w Piłce Ręcznej Mężczyzn 2014 miały na celu wyłonienie męskich reprezentacji narodowych w piłce ręcznej, które wystąpią w finałach tego turnieju.

## Informacje ogólne
Turniej finałowy organizowanych przez EHF mistrzostw Europy odbył się w Danii w styczniu 2014 roku i wzięło w nim udział szesnaście drużyn. Chęć udziału w imprezie wyraziła rekordowa liczba trzydziestu dziewięciu narodowych reprezentacji, z których automatycznie do mistrzostw zakwalifikowała się Dania jako mistrz Europy z 2012 oraz organizator imprezy. O pozostałych piętnaście miejsc rywalizowało zatem w kwalifikacjach trzydzieści osiem drużyn. Z uwagi na fakt, iż obrońca tytułu nie uzyskiwał automatycznego awansu do kolejnego czempionatu, przysługujące mu dotychczas miejsce zostało przeznaczone dla najlepszego zespołu spośród tych, które zajęły w swych grupach trzecie miejsca.

## Zakwalifikowane zespoły
| Kraj               | Strefa kwalifikacyjna               | Mistrzostwa 2012 |
| ------------------ | ----------------------------------- | ---------------- |
| Dania              | Gospodarz i mistrz Europy 2012      | Mistrzostwo      |
| Hiszpania          | 1. miejsce w 1 grupie eliminacyjnej | 4. miejsce       |
| Macedonia Północna | 2. miejsce w 1 grupie eliminacyjnej | 5. miejsce       |
| Czechy             | 1. miejsce w 2 grupie eliminacyjnej | 14. miejsce      |
| Czarnogóra         | 2. miejsce w 2 grupie eliminacyjnej | –                |
| Francja            | 1. miejsce w 3 grupie eliminacyjnej | 11. miejsce      |
| Norwegia           | 2. miejsce w 3 grupie eliminacyjnej | 13. miejsce      |
| Chorwacja          | 1. miejsce w 4 grupie eliminacyjnej | 3. miejsce       |
| Węgry              | 2. miejsce w 4 grupie eliminacyjnej | 8. miejsce       |
| Szwecja            | 1. miejsce w 5 grupie eliminacyjnej | 12. miejsce      |
| Polska             | 2. miejsce w 5 grupie eliminacyjnej | 9. miejsce       |
| Islandia           | 1. miejsce w 6 grupie eliminacyjnej | 10. miejsce      |
| Białoruś           | 2. miejsce w 6 grupie eliminacyjnej | –                |
| Serbia             | 1. miejsce w 7 grupie eliminacyjnej | 2. miejsce       |
| Austria            | 2. miejsce w 7 grupie eliminacyjnej | –                |
| Rosja              | Najlepszy zespół z 3. miejsca       | 15. miejsce      |

## Faza 1
Pierwsza faza eliminacji obejmowała szesnaście najniżej rozstawionych reprezentacji, podzielonych na cztery grupy po cztery zespoły. Rywalizowały one w czterech turniejach – każdy z nich odbył się w jednej hali w dniach 8–10 czerwca 2012 roku. Do drugiej fazy eliminacji awansowało sześć zespołów – zwycięzcy grup oraz dwie najlepsze drużyny z drugich miejsc.

### Losowanie
Losowanie grup odbyło się w Wiedniu 27 marca 2012 roku. Przed losowaniem drużyny zostały podzielone na cztery koszyki według rankingu EHF. Po raz pierwszy do eliminacji ME przystąpiła Irlandia.
| Koszyk 1 |
| -------- |
| Ukraina  |
| Grecja   |
| Rumunia  |
| Estonia  |

| Koszyk 2   |
| ---------- |
| Szwajcaria |
| Izrael     |
| Łotwa      |
| Cypr       |

| Koszyk 3  |
| --------- |
| Finlandia |
| Turcja    |
| Belgia    |
| Włochy    |

| Koszyk 4        |
| --------------- |
| Luksemburg      |
| Wielka Brytania |
| Irlandia        |
| Malta           |

W wyniku losowania wyłonione zostały cztery grupy po cztery zespoły, a następnie spośród drużyn z każdej grupy wylosowano gospodarzy turniejów – Finlandię, Włochy, Belgię i Turcję. Dwie z tych drużyn oddały prawo do organizacji, toteż ostatecznie mecze swoich grup gościły Cypr, Włochy, Izrael i Turcja.
| Grupa A    |
| ---------- |
| Ukraina    |
| Cypr       |
| Finlandia  |
| Luksemburg |

| Grupa B         |
| --------------- |
| Grecja          |
| Szwajcaria      |
| Włochy          |
| Wielka Brytania |

| Grupa C  |
| -------- |
| Rumunia  |
| Izrael   |
| Belgia   |
| Irlandia |

| Grupa D |
| ------- |
| Estonia |
| Łotwa   |
| Turcja  |
| Malta   |

### Grupa A
| 8 czerwca 201217:00 | Ukraina                | 30:24(15:13) | Finlandia      | Cyprus College Athletic Centre, Nikozja Widzów: 100 Sędzia: André Philipp Buache, Marco Meyer |
| 8 czerwca 201217:00 | Władysław Ostrouszko 7 | 30:24(15:13) | 7 Jac Karlsson | Cyprus College Athletic Centre, Nikozja Widzów: 100 Sędzia: André Philipp Buache, Marco Meyer |
| 8 czerwca 201217:00 | 6× · 3× · 1×           | 30:24(15:13) | 4× · 3×        | Cyprus College Athletic Centre, Nikozja Widzów: 100 Sędzia: André Philipp Buache, Marco Meyer |

| 8 czerwca 201219:30 | Cypr                         | 27:21(8:10) | Luksemburg       | Cyprus College Athletic Centre, Nikozja Widzów: 250 Sędzia: Dorian Sirbu, Valentin Suponicov |
| 8 czerwca 201219:30 | Constantinos Constantinou 12 | 27:21(8:10) | 4 Vladimir Šarac | Cyprus College Athletic Centre, Nikozja Widzów: 250 Sędzia: Dorian Sirbu, Valentin Suponicov |
| 8 czerwca 201219:30 | 4× · 3×                      | 27:21(8:10) | 4× · 3×          | Cyprus College Athletic Centre, Nikozja Widzów: 250 Sędzia: Dorian Sirbu, Valentin Suponicov |

| 9 czerwca 201216:00 | Luksemburg      | 24:27(7:20) | Ukraina              | Cyprus College Athletic Centre, Nikozja Widzów: 50 Sędzia: André Philipp Buache, Marco Meyer |
| 9 czerwca 201216:00 | Martin Müller 7 | 24:27(7:20) | 5 Serhij Onufrijenko | Cyprus College Athletic Centre, Nikozja Widzów: 50 Sędzia: André Philipp Buache, Marco Meyer |
| 9 czerwca 201216:00 | 2× · 2×         | 24:27(7:20) | 5× · 3×              | Cyprus College Athletic Centre, Nikozja Widzów: 50 Sędzia: André Philipp Buache, Marco Meyer |

| 9 czerwca 201218:30 | Finlandia          | 26:14(11:6) | Cypr                   | Cyprus College Athletic Centre, Nikozja Widzów: 150 Sędzia: Dorian Sirbu, Valentin Suponicov |
| 9 czerwca 201218:30 | Andreas Rönnberg 6 | 26:14(11:6) | 4 Vassilis Demosthenes | Cyprus College Athletic Centre, Nikozja Widzów: 150 Sędzia: Dorian Sirbu, Valentin Suponicov |
| 9 czerwca 201218:30 | 2× · 3×            | 26:14(11:6) | 6× · 2×                | Cyprus College Athletic Centre, Nikozja Widzów: 150 Sędzia: Dorian Sirbu, Valentin Suponicov |

| 10 czerwca 201216:00 | Finlandia          | 23:25(8:14) | Luksemburg      | Cyprus College Athletic Centre, Nikozja Widzów: 50 Sędzia: Dorian Sirbu, Valentin Suponicov |
| 10 czerwca 201216:00 | Andreas Rönnberg 7 | 23:25(8:14) | 8 Alain Poeckes | Cyprus College Athletic Centre, Nikozja Widzów: 50 Sędzia: Dorian Sirbu, Valentin Suponicov |
| 10 czerwca 201216:00 | 1× · 2×            | 23:25(8:14) | 3× · 3×         | Cyprus College Athletic Centre, Nikozja Widzów: 50 Sędzia: Dorian Sirbu, Valentin Suponicov |

| 10 czerwca 201218:30 | Ukraina                | 37:22(20:10) | Cypr                | Cyprus College Athletic Centre, Nikozja Widzów: 200 Sędzia: André Philipp Buache, Marco Meyer |
| 10 czerwca 201218:30 | Władysław Ostrouszko 6 | 37:22(20:10) | 8 Yiannos Nikiforou | Cyprus College Athletic Centre, Nikozja Widzów: 200 Sędzia: André Philipp Buache, Marco Meyer |
| 10 czerwca 201218:30 | 6× · 3×                | 37:22(20:10) | 9× · 3×             | Cyprus College Athletic Centre, Nikozja Widzów: 200 Sędzia: André Philipp Buache, Marco Meyer |

### Grupa B
| 8 czerwca 201217:45 | Szwajcaria        | 38:21(16:12) | Wielka Brytania  | Palaflorio, Bari Widzów: 100 Sędzia: Eydun Lindenskov Samuelse, Andreas Falkvard Hansen |
| 8 czerwca 201217:45 | Florian Göpfert 6 | 38:21(16:12) | 8 Steven Larsson | Palaflorio, Bari Widzów: 100 Sędzia: Eydun Lindenskov Samuelse, Andreas Falkvard Hansen |
| 8 czerwca 201217:45 | 5× · 2× · 1×      | 38:21(16:12) | 2× · 2×          | Palaflorio, Bari Widzów: 100 Sędzia: Eydun Lindenskov Samuelse, Andreas Falkvard Hansen |

| 8 czerwca 201220:00 | Grecja                  | 31:31(16:12) | Włochy            | Palaflorio, Bari Widzów: 250 Sędzia: Arturas Malasinskas, Andrius Grigalionis |
| 8 czerwca 201220:00 | Dimitrios Tzimourtos 12 | 31:31(16:12) | 12 Demis Radovcić | Palaflorio, Bari Widzów: 250 Sędzia: Arturas Malasinskas, Andrius Grigalionis |
| 8 czerwca 201220:00 | 7× · 3× · 1×            | 31:31(16:12) | 7× · 3×           | Palaflorio, Bari Widzów: 250 Sędzia: Arturas Malasinskas, Andrius Grigalionis |

| 9 czerwca 201217:45 | Wielka Brytania    | 30:35(13:21) | Grecja                 | Palaflorio, Bari Widzów: 42 Sędzia: Arturas Malasinskas, Andrius Grigalionis |
| 9 czerwca 201217:45 | Christopher Mohr 8 | 30:35(13:21) | 7 Dionysios Georgiadis | Palaflorio, Bari Widzów: 42 Sędzia: Arturas Malasinskas, Andrius Grigalionis |
| 9 czerwca 201217:45 | 2× · 3×            | 30:35(13:21) | 3× · 3×                | Palaflorio, Bari Widzów: 42 Sędzia: Arturas Malasinskas, Andrius Grigalionis |

| 9 czerwca 201220:00 | Włochy           | 21:21(10:10) | Szwajcaria          | Palaflorio, Bari Widzów: 300 Sędzia: Eydun Lindenskov Samuelsen, Andreas Falkvard Hansen |
| 9 czerwca 201220:00 | Michele Skatar 8 | 21:21(10:10) | 5 Thomas Hofstetter | Palaflorio, Bari Widzów: 300 Sędzia: Eydun Lindenskov Samuelsen, Andreas Falkvard Hansen |
| 9 czerwca 201220:00 | 1× · 3×          | 21:21(10:10) | 4× · 3×             | Palaflorio, Bari Widzów: 300 Sędzia: Eydun Lindenskov Samuelsen, Andreas Falkvard Hansen |

| 10 czerwca 201218:00 | Grecja                                                                  | 22:25(11:11) | Szwajcaria      | Palaflorio, Bari Widzów: 60 Sędzia: Eydun Lindenskov Samuelsen, Andreas Falkvard Hansen |
| 10 czerwca 201218:00 | Alexandros Alvanos 5 · Georgios Mastorogiannis 5 · Vyron Papadopoulos 5 | 22:25(11:11) | 9 Marko Vukelic | Palaflorio, Bari Widzów: 60 Sędzia: Eydun Lindenskov Samuelsen, Andreas Falkvard Hansen |
| 10 czerwca 201218:00 | 1× · 2×                                                                 | 22:25(11:11) | 2× · 3×         | Palaflorio, Bari Widzów: 60 Sędzia: Eydun Lindenskov Samuelsen, Andreas Falkvard Hansen |

| 10 czerwca 201220:30 | Włochy           | 29:26(14:11) | Wielka Brytania  | Palaflorio, Bari Widzów: 150 Sędzia: Arturas Malasinskas, Andrius Grigalionis |
| 10 czerwca 201220:30 | Michele Skatar 8 | 29:26(14:11) | 7 Gawain Vincent | Palaflorio, Bari Widzów: 150 Sędzia: Arturas Malasinskas, Andrius Grigalionis |
| 10 czerwca 201220:30 | 4× · 2× · 1×     | 29:26(14:11) | 6× · 3× · 1×     | Palaflorio, Bari Widzów: 150 Sędzia: Arturas Malasinskas, Andrius Grigalionis |

### Grupa C
| 8 czerwca 201216:00 | Izrael           | 49:10(25:6) | Irlandia        | Maccabi House Arena, Riszon le-Cijjon Widzów: 300 Sędzia: Athanasios Chaskis, Dimitrios Tsakonas |
| 8 czerwca 201216:00 | Chen Pomeranz 13 | 49:10(25:6) | 4 Paddy McAuley | Maccabi House Arena, Riszon le-Cijjon Widzów: 300 Sędzia: Athanasios Chaskis, Dimitrios Tsakonas |
| 8 czerwca 201216:00 | 3× · 3×          | 49:10(25:6) | 1× · 3×         | Maccabi House Arena, Riszon le-Cijjon Widzów: 300 Sędzia: Athanasios Chaskis, Dimitrios Tsakonas |

| 8 czerwca 201218:15 | Rumunia               | 35:19(14:9) | Belgia         | Maccabi House Arena, Riszon le-Cijjon Widzów: 100 Sędzia: Anatolij Miszczuk, Wałerij Rożkow |
| 8 czerwca 201218:15 | Radu Cristian Ghiță 8 | 35:19(14:9) | 4 Ivan Kopljar | Maccabi House Arena, Riszon le-Cijjon Widzów: 100 Sędzia: Anatolij Miszczuk, Wałerij Rożkow |
| 8 czerwca 201218:15 | 3× · 3×               | 35:19(14:9) | 3× · 3×        | Maccabi House Arena, Riszon le-Cijjon Widzów: 100 Sędzia: Anatolij Miszczuk, Wałerij Rożkow |

| 9 czerwca 201217:30 | Irlandia        | 11:39(6:18) | Rumunia           | Maccabi House Arena, Riszon le-Cijjon Widzów: 100 Sędzia: Athanasios Chaskis, Dimitrios Tsakonas |
| 9 czerwca 201217:30 | Steffan Meyer 4 | 11:39(6:18) | 8 Andrei Mihalcea | Maccabi House Arena, Riszon le-Cijjon Widzów: 100 Sędzia: Athanasios Chaskis, Dimitrios Tsakonas |
| 9 czerwca 201217:30 | 4× · 3×         | 11:39(6:18) | 2× · 3×           | Maccabi House Arena, Riszon le-Cijjon Widzów: 100 Sędzia: Athanasios Chaskis, Dimitrios Tsakonas |

| 9 czerwca 201220:00 | Belgia                | 28:31(14:19) | Izrael           | Maccabi House Arena, Riszon le-Cijjon Widzów: 600 Sędzia: Anatolij Miszczuk, Wałerij Rożkow |
| 9 czerwca 201220:00 | Thomas Cauwenberghs 6 | 28:31(14:19) | 10 Chen Pomeranz | Maccabi House Arena, Riszon le-Cijjon Widzów: 600 Sędzia: Anatolij Miszczuk, Wałerij Rożkow |
| 9 czerwca 201220:00 | 2× · 3×               | 28:31(14:19) | 6× · 3×          | Maccabi House Arena, Riszon le-Cijjon Widzów: 600 Sędzia: Anatolij Miszczuk, Wałerij Rożkow |

| 10 czerwca 201215:30 | Belgia            | 40:11(18:7) | Irlandia      | Maccabi House Arena, Riszon le-Cijjon Widzów: 150 Sędzia: Athanasios Chaskis, Dimitrios Tsakonas |
| 10 czerwca 201215:30 | Benjamin Danesi 8 | 40:11(18:7) | 5 Mark Murphy | Maccabi House Arena, Riszon le-Cijjon Widzów: 150 Sędzia: Athanasios Chaskis, Dimitrios Tsakonas |
| 10 czerwca 201215:30 | 2× · 3×           | 40:11(18:7) | 4× · 3× · 1×  | Maccabi House Arena, Riszon le-Cijjon Widzów: 150 Sędzia: Athanasios Chaskis, Dimitrios Tsakonas |

| 10 czerwca 201218:00 | Rumunia                                                     | 26:25(10:12) | Izrael          | Maccabi House Arena, Riszon le-Cijjon Widzów: 750 Sędzia: Anatoliy Mishchuk, Valeriy Rozhkov |
| 10 czerwca 201218:00 | Radu Cristian Ghiță 4 · Andrei Mihalcea 4 · Marius Novanc 4 | 26:25(10:12) | 6 Chen Pomeranz | Maccabi House Arena, Riszon le-Cijjon Widzów: 750 Sędzia: Anatoliy Mishchuk, Valeriy Rozhkov |
| 10 czerwca 201218:00 | 2× · 3× · 1×                                                | 26:25(10:12) | 2× · 3× · 1×    | Maccabi House Arena, Riszon le-Cijjon Widzów: 750 Sędzia: Anatoliy Mishchuk, Valeriy Rozhkov |

### Grupa D
| 8 czerwca 201217:00 | Łotwa         | 36:10(17:4) | Malta         | Edip Burhan Spor Salonu, Mersin Widzów: 300 Sędzia: Afrim Azemi, Eshref Beqiri |
| 8 czerwca 201217:00 | Ēriks Blūms 6 | 36:10(17:4) | 3 Andrew Said | Edip Burhan Spor Salonu, Mersin Widzów: 300 Sędzia: Afrim Azemi, Eshref Beqiri |
| 8 czerwca 201217:00 | 6× · 2×       | 36:10(17:4) | 5× · 3×       | Edip Burhan Spor Salonu, Mersin Widzów: 300 Sędzia: Afrim Azemi, Eshref Beqiri |

| 8 czerwca 201219:00 | Estonia           | 35:39(14:21) | Turcja          | Edip Burhan Spor Salonu, Mersin Widzów: 600 Sędzia: Ihar Yudchyts, Siarhei Kot |
| 8 czerwca 201219:00 | Dener Jaanimaa 10 | 35:39(14:21) | 12 Ramazan Döne | Edip Burhan Spor Salonu, Mersin Widzów: 600 Sędzia: Ihar Yudchyts, Siarhei Kot |
| 8 czerwca 201219:00 | 4× · 3×           | 35:39(14:21) | 7× · 3× · 1×    | Edip Burhan Spor Salonu, Mersin Widzów: 600 Sędzia: Ihar Yudchyts, Siarhei Kot |

| 9 czerwca 201217:00 | Malta                               | 19:56(8:27) | Estonia        | Edip Burhan Spor Salonu, Mersin Widzów: 200 Sędzia: Afrim Azemi, Eshref Beqiri |
| 9 czerwca 201217:00 | Christopher Magro 5 · Peter Naudi 5 | 19:56(8:27) | 13 Kaspar Lees | Edip Burhan Spor Salonu, Mersin Widzów: 200 Sędzia: Afrim Azemi, Eshref Beqiri |
| 9 czerwca 201217:00 | 5× · 3× · 1×                        | 19:56(8:27) | 3× · 3×        | Edip Burhan Spor Salonu, Mersin Widzów: 200 Sędzia: Afrim Azemi, Eshref Beqiri |

| 9 czerwca 201219:00 | Turcja           | 20:20(11:8) | Łotwa               | Edip Burhan Spor Salonu, Mersin Widzów: 600 Sędzia: Ihar Yudchyts, Siarhei Kot |
| 9 czerwca 201219:00 | Ercan Asikoglu 6 | 20:20(11:8) | 6 Dainis Krištopāns | Edip Burhan Spor Salonu, Mersin Widzów: 600 Sędzia: Ihar Yudchyts, Siarhei Kot |
| 9 czerwca 201219:00 | 5× · 3×          | 20:20(11:8) | 8× · 3×             | Edip Burhan Spor Salonu, Mersin Widzów: 600 Sędzia: Ihar Yudchyts, Siarhei Kot |

| 10 czerwca 201217:00 | Estonia        | 27:27(12:13) | Łotwa               | Edip Burhan Spor Salonu, Mersin Widzów: 200 Sędzia: Ihar Yudchyts, Siarhei Kot |
| 10 czerwca 201217:00 | Mait Patrail 7 | 27:27(12:13) | 8 Austris Tuminskis | Edip Burhan Spor Salonu, Mersin Widzów: 200 Sędzia: Ihar Yudchyts, Siarhei Kot |
| 10 czerwca 201217:00 | 2× · 3×        | 27:27(12:13) | 5× · 3×             | Edip Burhan Spor Salonu, Mersin Widzów: 200 Sędzia: Ihar Yudchyts, Siarhei Kot |

| 10 czerwca 201219:00 | Turcja                                                  | 37:17(19:8) | Malta          | Edip Burhan Spor Salonu, Mersin Widzów: 700 Sędzia: Afrim Azemi, Eshref Beqiri |
| 10 czerwca 201219:00 | Ercan Asikoglu 5 · Tugrul Ruhi Bulduk 5 · Emre Keskin 5 | 37:17(19:8) | 5 Andrewe Said | Edip Burhan Spor Salonu, Mersin Widzów: 700 Sędzia: Afrim Azemi, Eshref Beqiri |
| 10 czerwca 201219:00 | 1× · 3×                                                 | 37:17(19:8) | 1× · 3×        | Edip Burhan Spor Salonu, Mersin Widzów: 700 Sędzia: Afrim Azemi, Eshref Beqiri |

## Faza 2
W drugiej fazie odbył się właściwy turniej eliminacyjny z udziałem dwudziestu ośmiu reprezentacji podzielonych na siedem grup po cztery zespoły. Awans do turnieju finałowego Mistrzostw Europy uzyskali zwycięzcy grup oraz drużyny z drugiego miejsca, a także najlepszy zespół spośród tych z trzecich miejsc. Przy ustalaniu ich hierarchii brane pod uwagę były jedynie mecze z dwiema najlepszymi drużynami w grupie.
Mecze odbywały się w sześciu terminach:
- Runda 1: 31 października – 1 listopada 2012
- Runda 2: 3–4 listopada 2012
- Runda 3: 3–4 kwietnia 2013
- Runda 4: 6–7 kwietnia 2013
- Runda 5: 12–13 czerwca 2013
- Runda 6: 15–16 czerwca 2013

Dodatkowo trzy najsłabsze spośród zespołów, które zajęły czwarte miejsca, rozpoczęły kwalifikacje do ME 2016 od fazy play-off pierwszej rundy.

### Losowanie
Losowanie grup odbyło się w Kopenhadze 20 kwietnia 2012 roku. Przed losowaniem drużyny zostały podzielone na cztery koszyki według rankingu EHF obejmującego wyniki turniejów z trzech poprzednich lat – ME 2010, MŚ 2011 i ME 2012.
| Koszyk 1  |
| --------- |
| Chorwacja |
| Francja   |
| Hiszpania |
| Islandia  |
| Polska    |
| Serbia    |
| Niemcy    |

| Koszyk 2           |
| ------------------ |
| Węgry              |
| Norwegia           |
| Szwecja            |
| Słowenia           |
| Macedonia Północna |
| Czechy             |
| Austria            |

| Koszyk 3   |
| ---------- |
| Rosja      |
| Słowacja   |
| Portugalia |
| Litwa      |
| Czarnogóra |
| Holandia   |
| Białoruś   |

| Koszyk 4             |
| -------------------- |
| Bośnia i Hercegowina |
| Zwycięzca grupy A    |
| Zwycięzca grupy B    |
| Zwycięzca grupy C    |
| Zwycięzca grupy D    |
| Lucky loser 1        |
| Lucky loser 2        |

W wyniku losowania wyłonionych zostało siedem grup.
| Grupa 1            |
| ------------------ |
| Hiszpania          |
| Macedonia Północna |
| Portugalia         |
| Szwajcaria         |

| Grupa 2    |
| ---------- |
| Niemcy     |
| Czechy     |
| Czarnogóra |
| Izrael     |

| Grupa 3  |
| -------- |
| Francja  |
| Norwegia |
| Litwa    |
| Turcja   |

| Grupa 4   |
| --------- |
| Chorwacja |
| Węgry     |
| Słowacja  |
| Łotwa     |

| Grupa 5  |
| -------- |
| Polska   |
| Szwecja  |
| Holandia |
| Ukraina  |

| Grupa 6  |
| -------- |
| Islandia |
| Słowenia |
| Białoruś |
| Rumunia  |

| Grupa 7              |
| -------------------- |
| Serbia               |
| Austria              |
| Rosja                |
| Bośnia i Hercegowina |

### Grupa 1
| 31 października 201220:00 | Macedonia Północna  | 30:24(17:9) | Szwajcaria                         | Centrum sportowe „Boris Trajkowski”, Skopje Widzów: 5 000 Sędzia: Leif Poulsen, Henrik Mortensen |
| 31 października 201220:00 | Stojancze Stoiłow 6 | 30:24(17:9) | 5 David Graubner · 5 Nicolas Raemy | Centrum sportowe „Boris Trajkowski”, Skopje Widzów: 5 000 Sędzia: Leif Poulsen, Henrik Mortensen |
| 31 października 201220:00 | 4× · 3×             | 30:24(17:9) | 2× · 3×                            | Centrum sportowe „Boris Trajkowski”, Skopje Widzów: 5 000 Sędzia: Leif Poulsen, Henrik Mortensen |

| 1 listopada 201212:30 | Hiszpania                             | 34:20(16:9) | Portugalia      | Palacio de Deportes San Pablo, Sewilla Widzów: 5 000 Sędzia: Jewgienij Zotin, Nikołaj Wołodkow |
| 1 listopada 201212:30 | Alberto Entrerríos 6 · Albert Rocas 6 | 34:20(16:9) | 4 Bruno Moreira | Palacio de Deportes San Pablo, Sewilla Widzów: 5 000 Sędzia: Jewgienij Zotin, Nikołaj Wołodkow |
| 1 listopada 201212:30 | 1× · 3×                               | 34:20(16:9) | 1× · 3×         | Palacio de Deportes San Pablo, Sewilla Widzów: 5 000 Sędzia: Jewgienij Zotin, Nikołaj Wołodkow |

| 4 listopada 201216:00 | Szwajcaria        | 22:33(8:14) | Hiszpania      | BBC Arena, Szafuza Widzów: 2 480 Sędzia: Stevann Pichon, Laurent Reveret |
| 4 listopada 201216:00 | Florian Göpfert 5 | 22:33(8:14) | 6 Víctor Tomás | BBC Arena, Szafuza Widzów: 2 480 Sędzia: Stevann Pichon, Laurent Reveret |
| 4 listopada 201216:00 | 3× · 3×           | 22:33(8:14) | 4× · 3×        | BBC Arena, Szafuza Widzów: 2 480 Sędzia: Stevann Pichon, Laurent Reveret |

| 4 listopada 201217:00 | Portugalia        | 32:25(18:13) | Macedonia Północna | Nave Polivalente de Espinho, Espinho Widzów: 3 500 Sędzia: Ferenc Bonifert, Viktor Oláh |
| 4 listopada 201217:00 | Carlos Carneiro 8 | 32:25(18:13) | 9 Kirił Łazarow    | Nave Polivalente de Espinho, Espinho Widzów: 3 500 Sędzia: Ferenc Bonifert, Viktor Oláh |
| 4 listopada 201217:00 | 4× · 3×           | 32:25(18:13) | 3× · 2×            | Nave Polivalente de Espinho, Espinho Widzów: 3 500 Sędzia: Ferenc Bonifert, Viktor Oláh |

| 3 kwietnia 201317:45 | Macedonia Północna                                             | 17:24(7:13) | Hiszpania      | Centrum sportowe „Boris Trajkowski”, Skopje Widzów: 6 963 Sędzia: Bogdan Nicolae Stark, Romeo Mihai Stefan |
| 3 kwietnia 201317:45 | Filip Mirkułowski 3 · Naumcze Mojsowski 3 · Włado Nedanowski 3 | 17:24(7:13) | 5 Víctor Tomás | Centrum sportowe „Boris Trajkowski”, Skopje Widzów: 6 963 Sędzia: Bogdan Nicolae Stark, Romeo Mihai Stefan |
| 3 kwietnia 201317:45 | 2× · 3×                                                        | 17:24(7:13) | 2× · 3×        | Centrum sportowe „Boris Trajkowski”, Skopje Widzów: 6 963 Sędzia: Bogdan Nicolae Stark, Romeo Mihai Stefan |

| 4 kwietnia 201319:30 | Szwajcaria     | 26:26(13:15) | Portugalia                                          | Sporthalle Kreuzbleiche, Sankt Gallen Widzów: 2 500 Sędzia: Amar Konjicanin, Dino Konjicanin |
| 4 kwietnia 201319:30 | Andre Schmid 7 | 26:26(13:15) | 5 Carlos Carneiro · 5 Pedro Solha · 5 Pedro Spinola | Sporthalle Kreuzbleiche, Sankt Gallen Widzów: 2 500 Sędzia: Amar Konjicanin, Dino Konjicanin |
| 4 kwietnia 201319:30 | 4× · 2× · 1×   | 26:26(13:15) | 4× · 3×                                             | Sporthalle Kreuzbleiche, Sankt Gallen Widzów: 2 500 Sędzia: Amar Konjicanin, Dino Konjicanin |

| 7 kwietnia 201312:30 | Hiszpania             | 29:17(12:8) | Macedonia Północna | Polideportivo Municipal Aguas Vivas, Guadalajara Widzów: 3 600 Sędzia: Holger Fleisch, Jürgen Rieber |
| 7 kwietnia 201312:30 | Valero Rivera Folch 7 | 29:17(12:8) | 4 Goce Ojleski     | Polideportivo Municipal Aguas Vivas, Guadalajara Widzów: 3 600 Sędzia: Holger Fleisch, Jürgen Rieber |
| 7 kwietnia 201312:30 | 1× · 3×               | 29:17(12:8) | 4× · 3×            | Polideportivo Municipal Aguas Vivas, Guadalajara Widzów: 3 600 Sędzia: Holger Fleisch, Jürgen Rieber |

| 7 kwietnia 201317:00 | Portugalia                      | 27:25(14:14) | Szwajcaria     | Pavilhão Municipal, Santo Tirso Widzów: 2 000 Sędzia: Michael Johansson, Jasmin Kliko |
| 7 kwietnia 201317:00 | Pedro Solha 5 · Pedro Spínola 5 | 27:25(14:14) | 8 Andre Schmid | Pavilhão Municipal, Santo Tirso Widzów: 2 000 Sędzia: Michael Johansson, Jasmin Kliko |
| 7 kwietnia 201317:00 | 5× · 3× · 1×                    | 27:25(14:14) | 7× · 3× · 1×   | Pavilhão Municipal, Santo Tirso Widzów: 2 000 Sędzia: Michael Johansson, Jasmin Kliko |

| 12 czerwca 201320:00 | Szwajcaria                       | 22:27(11:12) | Macedonia Północna  | Zürich Saalsporthalle, Zurych Widzów: 1 850 Sędzia: Thierry Dentz, Denis Reibel |
| 12 czerwca 201320:00 | Marco Kurth 4 · Michal Svajlen 4 | 22:27(11:12) | 9 Naumcze Mojsowski | Zürich Saalsporthalle, Zurych Widzów: 1 850 Sędzia: Thierry Dentz, Denis Reibel |
| 12 czerwca 201320:00 | 3× · 2×                          | 22:27(11:12) | 2× · 3×             | Zürich Saalsporthalle, Zurych Widzów: 1 850 Sędzia: Thierry Dentz, Denis Reibel |

| 12 czerwca 201321:30 | Portugalia                      | 23:30(12:14) | Hiszpania        | Pavilhão Multiusos, Guimarães Widzów: 3842 Sędzia: Lars Geipel, Marcus Helbig |
| 12 czerwca 201321:30 | Pedro Silva 5 · Pedro Spinola 5 | 23:30(12:14) | 7 Raúl Rodríguez | Pavilhão Multiusos, Guimarães Widzów: 3842 Sędzia: Lars Geipel, Marcus Helbig |
| 12 czerwca 201321:30 | 2× · 3×                         | 23:30(12:14) | 3×               | Pavilhão Multiusos, Guimarães Widzów: 3842 Sędzia: Lars Geipel, Marcus Helbig |

| 16 czerwca 201313:00 | Hiszpania                               | 29:16(13:6) | Szwajcaria                       | León Arena, León Widzów: 4650 Sędzia: Dalibor Jurinović, Marko Mrvica |
| 16 czerwca 201313:00 | Alberto Entrerrios 4 · Antonio García 4 | 29:16(13:6) | Marco Kurth 3 · Alen Milošević 3 | León Arena, León Widzów: 4650 Sędzia: Dalibor Jurinović, Marko Mrvica |
| 16 czerwca 201313:00 | 2× · 1×                                 | 29:16(13:6) | 1× · 3×                          | León Arena, León Widzów: 4650 Sędzia: Dalibor Jurinović, Marko Mrvica |

| 16 czerwca 201320:30 | Macedonia Północna | 26:19(14:10) | Portugalia                           | Centrum sportowe „Boris Trajkowski”, Skopje Widzów: 6963 Sędzia: Kenneth Abrahamsen, Arne M. Kristiansen |
| 16 czerwca 201320:30 | Kirył Łazarow 9    | 26:19(14:10) | João Ferraz 6 · Silva Osorio Solha 6 | Centrum sportowe „Boris Trajkowski”, Skopje Widzów: 6963 Sędzia: Kenneth Abrahamsen, Arne M. Kristiansen |
| 16 czerwca 201320:30 | 1× · 3×            | 26:19(14:10) | 2× · 3×                              | Centrum sportowe „Boris Trajkowski”, Skopje Widzów: 6963 Sędzia: Kenneth Abrahamsen, Arne M. Kristiansen |

### Grupa 2
| 31 października 201218:00 | Czechy                      | 27:22(14:10) | Izrael          | Sportovní hala Novesta, Zlin Widzów: 2 000 Sędzia: Oyvind Togstad, Rune Kristiansen |
| 31 października 201218:00 | Filip Jícha 7 · Jiří Motl 7 | 27:22(14:10) | 6 Chen Pomeranz | Sportovní hala Novesta, Zlin Widzów: 2 000 Sędzia: Oyvind Togstad, Rune Kristiansen |
| 31 października 201218:00 | 2× · 3×                     | 27:22(14:10) | 3× · 3×         | Sportovní hala Novesta, Zlin Widzów: 2 000 Sędzia: Oyvind Togstad, Rune Kristiansen |

| 4 listopada 201217:00 | Czarnogóra        | 23:22(12:13) | Czechy        | Sportska Dvorana Topolica, Bar Widzów: 3 000 Sędzia: Kursad Erdogan, Ibrahim Özdeniz |
| 4 listopada 201217:00 | Zoran Roganović 5 | 23:22(12:13) | 8 Filip Jícha | Sportska Dvorana Topolica, Bar Widzów: 3 000 Sędzia: Kursad Erdogan, Ibrahim Özdeniz |
| 4 listopada 201217:00 | 4× · 3×           | 23:22(12:13) | 4× · 3×       | Sportska Dvorana Topolica, Bar Widzów: 3 000 Sędzia: Kursad Erdogan, Ibrahim Özdeniz |

| 4 listopada 201219:45 | Izrael          | 27:30(14:13) | Niemcy                      | Maccabi House Arena, Riszon le-Cijjon Widzów: 1 100 Sędzia: Thierry Dentz, Denis Reibel |
| 4 listopada 201219:45 | Chen Pomeranz 9 | 27:30(14:13) | 7 Sven-Sören Christophersen | Maccabi House Arena, Riszon le-Cijjon Widzów: 1 100 Sędzia: Thierry Dentz, Denis Reibel |
| 4 listopada 201219:45 | 3× · 3×         | 27:30(14:13) | 5× · 3×                     | Maccabi House Arena, Riszon le-Cijjon Widzów: 1 100 Sędzia: Thierry Dentz, Denis Reibel |

| 4 kwietnia 201317:00 | Czechy         | 24:22(10:10) | Niemcy             | Městská sportovní hala Vodova, Brno Widzów: 3 500 Sędzia: Matija Gubica, Boris Milošević |
| 4 kwietnia 201317:00 | Filip Jícha 10 | 24:22(10:10) | 9 Steffen Weinhold | Městská sportovní hala Vodova, Brno Widzów: 3 500 Sędzia: Matija Gubica, Boris Milošević |
| 4 kwietnia 201317:00 | 3× · 2×        | 24:22(10:10) | 2× · 3× · 1×       | Městská sportovní hala Vodova, Brno Widzów: 3 500 Sędzia: Matija Gubica, Boris Milošević |

| 6 kwietnia 201319:45 | Izrael            | 28:25(11:12) | Czarnogóra       | Maccabi House Arena, Riszon le-Cijjon Widzów: 1 000 Sędzia: Sorin-Laurentiu Dinu, Constantin Din |
| 6 kwietnia 201319:45 | Awiszaj Smoler 10 | 28:25(11:12) | 12 Igor Marković | Maccabi House Arena, Riszon le-Cijjon Widzów: 1 000 Sędzia: Sorin-Laurentiu Dinu, Constantin Din |
| 6 kwietnia 201319:45 | 1× · 3×           | 28:25(11:12) | 4× · 3×          | Maccabi House Arena, Riszon le-Cijjon Widzów: 1 000 Sędzia: Sorin-Laurentiu Dinu, Constantin Din |

| 7 kwietnia 201314:20 | Niemcy                                           | 28:23(15:12) | Czechy        | Gerry Weber Stadion, Halle Widzów: 9 500 Sędzia: Hlynur Leifsson, Anton Palsson |
| 7 kwietnia 201314:20 | Sven-Sören Christophersen 6 · Steffen Weinhold 6 | 28:23(15:12) | 8 Filip Jícha | Gerry Weber Stadion, Halle Widzów: 9 500 Sędzia: Hlynur Leifsson, Anton Palsson |
| 7 kwietnia 201314:20 | 2× · 2×                                          | 28:23(15:12) | 5× · 2×       | Gerry Weber Stadion, Halle Widzów: 9 500 Sędzia: Hlynur Leifsson, Anton Palsson |

| 12 czerwca 201319:30 | Izrael           | 24:30(11:13) | Czechy      | Maccabi House Arena, Riszon le-Cijjon Widzów: 1 100 Sędzia: Csaba Kékes, Pál Kékes |
| 12 czerwca 201319:30 | Chen Pomeranz 10 | 24:30(11:13) | 6 Jan Sobol | Maccabi House Arena, Riszon le-Cijjon Widzów: 1 100 Sędzia: Csaba Kékes, Pál Kékes |
| 12 czerwca 201319:30 | 4× · 3×          | 24:30(11:13) | 6× · 3×     | Maccabi House Arena, Riszon le-Cijjon Widzów: 1 100 Sędzia: Csaba Kékes, Pál Kékes |

| 12 czerwca 201320:00 | Czarnogóra        | 27:25(13:11) | Niemcy            | Sportski centar Morača, Podgorica Widzów: 3 000 Sędzia: Jewgienij Zotin, Nikołaj Wołodkow |
| 12 czerwca 201320:00 | Nemanja Grbović 7 | 27:25(13:11) | 5 Patrick Wiencek | Sportski centar Morača, Podgorica Widzów: 3 000 Sędzia: Jewgienij Zotin, Nikołaj Wołodkow |
| 12 czerwca 201320:00 | 4× · 3×           | 27:25(13:11) | 2× · 3×           | Sportski centar Morača, Podgorica Widzów: 3 000 Sędzia: Jewgienij Zotin, Nikołaj Wołodkow |

| 15 czerwca 201314:00 | Czechy         | 30:25(16:9) | Czarnogóra         | Městská sportovní hala Vodova, Brno Widzów: 2 500 Sędzia: Csaba Dobrovits, Peter Tajok |
| 15 czerwca 201314:00 | Filip Jícha 10 | 30:25(16:9) | 9 Vasko Sevaljevic | Městská sportovní hala Vodova, Brno Widzów: 2 500 Sędzia: Csaba Dobrovits, Peter Tajok |
| 15 czerwca 201314:00 | 5× · 3×        | 30:25(16:9) | 5× · 1×            | Městská sportovní hala Vodova, Brno Widzów: 2 500 Sędzia: Csaba Dobrovits, Peter Tajok |

| 15 czerwca 201314:04 | Niemcy              | 38:19(21:12) | Izrael          | f.a.n. frankenstolz arena, Aschaffenburg Widzów: 3 875 Sędzia: Patrick Hakansson, Maths Nilsson |
| 15 czerwca 201314:04 | Patrick Groetzki 10 | 38:19(21:12) | 6 Chen Pomeranz | f.a.n. frankenstolz arena, Aschaffenburg Widzów: 3 875 Sędzia: Patrick Hakansson, Maths Nilsson |
| 15 czerwca 201314:04 | 3× · 3×             | 38:19(21:12) | 3× · 2×         | f.a.n. frankenstolz arena, Aschaffenburg Widzów: 3 875 Sędzia: Patrick Hakansson, Maths Nilsson |

### Grupa 3
| 31 października 201219:10 | Norwegia             | 41:23(18:12) | Turcja           | Stjørdalshallen, Stjørdal Widzów: 2 300 Sędzia: Andreu Marín Lorente, Ignacio García Serradilla |
| 31 października 201219:10 | Kristian Bjørnsen 10 | 41:23(18:12) | 5 Tügberk Catkin | Stjørdalshallen, Stjørdal Widzów: 2 300 Sędzia: Andreu Marín Lorente, Ignacio García Serradilla |
| 31 października 201219:10 | 2× · 3×              | 41:23(18:12) | 5× · 3×          | Stjørdalshallen, Stjørdal Widzów: 2 300 Sędzia: Andreu Marín Lorente, Ignacio García Serradilla |

| 1 listopada 201219:00 | Francja          | 27:18(14:11) | Litwa                                       | Kindarena, Rouen Widzów: 5 400 Sędzia: Patrick Hakansson, Maths Nilsson |
| 1 listopada 201219:00 | Guillaume Joli 5 | 27:18(14:11) | 3 Aidenas Malašinskas · 3 Augustas Strazdas | Kindarena, Rouen Widzów: 5 400 Sędzia: Patrick Hakansson, Maths Nilsson |
| 1 listopada 201219:00 | 2× · 2×          | 27:18(14:11) | 3× · 3×                                     | Kindarena, Rouen Widzów: 5 400 Sędzia: Patrick Hakansson, Maths Nilsson |

| 4 listopada 201216:15 | Litwa             | 21:28(8:15) | Norwegia          | Kauno sporto halė, Kowno Widzów: 2 143 Sędzia: Marek Baranowski, Bogdan Lemanowicz |
| 4 listopada 201216:15 | Vaidotas Grosas 6 | 21:28(8:15) | 6 Joakim Hykkerud | Kauno sporto halė, Kowno Widzów: 2 143 Sędzia: Marek Baranowski, Bogdan Lemanowicz |
| 4 listopada 201216:15 | 7× · 3×           | 21:28(8:15) | 5× · 3×           | Kauno sporto halė, Kowno Widzów: 2 143 Sędzia: Marek Baranowski, Bogdan Lemanowicz |

| 4 listopada 201219:00 | Turcja          | 20:33(7:17) | Francja          | Edip Burhan Spor Salonu, Mersin Widzów: 1 000 Sędzia: Aleksiej Kijaszko, Dmitrij Kisielev |
| 4 listopada 201219:00 | Ömer Arifoğlu 5 | 20:33(7:17) | 6 Guillaume Joli | Edip Burhan Spor Salonu, Mersin Widzów: 1 000 Sędzia: Aleksiej Kijaszko, Dmitrij Kisielev |
| 4 listopada 201219:00 | 5× · 3×         | 20:33(7:17) | 3× · 2×          | Edip Burhan Spor Salonu, Mersin Widzów: 1 000 Sędzia: Aleksiej Kijaszko, Dmitrij Kisielev |

| 3 kwietnia 201318:00 | Turcja          | 27:26(12:11) | Litwa           | THF Spor Salonu, Ankara Widzów: 500 Sędzia: Dalibor Jurinović, Marko Mrvica |
| 3 kwietnia 201318:00 | Ramazan Döne 11 | 27:26(12:11) | 8 Tomas Eitutis | THF Spor Salonu, Ankara Widzów: 500 Sędzia: Dalibor Jurinović, Marko Mrvica |
| 3 kwietnia 201318:00 | 4× · 2× · 1×    | 27:26(12:11) | 3× · 3×         | THF Spor Salonu, Ankara Widzów: 500 Sędzia: Dalibor Jurinović, Marko Mrvica |

| 3 kwietnia 201319:10 | Norwegia        | 22:29(12:12) | Francja     | Stavanger Idrettshall, Stavanger Widzów: 6 000 Sędzia: Václav Horáček, Jiří Novotný |
| 3 kwietnia 201319:10 | Bjarte Myrhol 8 | 22:29(12:12) | 6 Luc Abalo | Stavanger Idrettshall, Stavanger Widzów: 6 000 Sędzia: Václav Horáček, Jiří Novotný |
| 3 kwietnia 201319:10 | 1× · 3×         | 22:29(12:12) | 2× · 3×     | Stavanger Idrettshall, Stavanger Widzów: 6 000 Sędzia: Václav Horáček, Jiří Novotný |

| 6 kwietnia 201318:30 | Francja                              | 32:28(17:12) | Norwegia           | Palais des sports Jean-Weille, Nancy Widzów: 5 500 Sędzia: Óscar Raluy López, Ángel Sabroso Ramírez |
| 6 kwietnia 201318:30 | Nikola Karabatić 7 · Kévynn Nyokas 7 | 32:28(17:12) | 6 Espen Lie Hansen | Palais des sports Jean-Weille, Nancy Widzów: 5 500 Sędzia: Óscar Raluy López, Ángel Sabroso Ramírez |
| 6 kwietnia 201318:30 | 2× · 1×                              | 32:28(17:12) | 3× · 3×            | Palais des sports Jean-Weille, Nancy Widzów: 5 500 Sędzia: Óscar Raluy López, Ángel Sabroso Ramírez |

| 7 kwietnia 201316:15 | Litwa                                   | 28:23(17:13) | Turcja          | Siemens Arena, Wilno Widzów: 2 000 Sędzia: Miljan Vešović, Novica Mitrović |
| 7 kwietnia 201316:15 | Remigijus Čepulis 4 · Vaidotas Grosas 4 | 28:23(17:13) | 10 Ramazan Döne | Siemens Arena, Wilno Widzów: 2 000 Sędzia: Miljan Vešović, Novica Mitrović |
| 7 kwietnia 201316:15 | 4× · 3×                                 | 28:23(17:13) | 5× · 3×         | Siemens Arena, Wilno Widzów: 2 000 Sędzia: Miljan Vešović, Novica Mitrović |

| 12 czerwca 201318:45 | Litwa                 | 23:25(13:14) | Francja     | Siemens Arena, Wilno Widzów: 2 000 Sędzia: David Wyss, Kevin Zowa |
| 12 czerwca 201318:45 | Aidenas Malasinskas 6 | 23:25(13:14) | 5 Luc Abalo | Siemens Arena, Wilno Widzów: 2 000 Sędzia: David Wyss, Kevin Zowa |
| 12 czerwca 201318:45 | 4× · 2×               | 23:25(13:14) | 5× · 2×     | Siemens Arena, Wilno Widzów: 2 000 Sędzia: David Wyss, Kevin Zowa |

| 12 czerwca 201319:00 | Turcja                         | 20:32(13:13) | Norwegia                          | Yüreğir Serinevler Spor Salonu, Adana Widzów: 2 800 Sędzia: Sorin-Laurentiu Dinu, Constantin Din |
| 12 czerwca 201319:00 | Can Celebi 5 · Tolga Özbahar 5 | 20:32(13:13) | 5 Espen Hansen · 5 Håvard Tvedten | Yüreğir Serinevler Spor Salonu, Adana Widzów: 2 800 Sędzia: Sorin-Laurentiu Dinu, Constantin Din |
| 12 czerwca 201319:00 | 6× · 3×                        | 20:32(13:13) | 6× · 3×                           | Yüreğir Serinevler Spor Salonu, Adana Widzów: 2 800 Sędzia: Sorin-Laurentiu Dinu, Constantin Din |

| 15 czerwca 201315:00 | Francja          | 31:23(17:10) | Turcja         | Maison des Sports, Clermont-Ferrand Widzów: 4 488 Sędzia: Shlomo Cohen, Yoram Peretz |
| 15 czerwca 201315:00 | Michaël Guigou 6 | 31:23(17:10) | 9 Ramazan Döne | Maison des Sports, Clermont-Ferrand Widzów: 4 488 Sędzia: Shlomo Cohen, Yoram Peretz |
| 15 czerwca 201315:00 | 4× · 3×          | 31:23(17:10) | 5× · 3× · 1×   | Maison des Sports, Clermont-Ferrand Widzów: 4 488 Sędzia: Shlomo Cohen, Yoram Peretz |

| 15 czerwca 201319:10 | Norwegia         | 34:29(22:15) | Litwa               | Sör Arena, Arendal Widzów: 2 625 Sędzia: Michal Baďura, Jaroslav Ondogrecula |
| 15 czerwca 201319:10 | Sondre Paulsen 6 | 34:29(22:15) | 7 Povilas Babarskas | Sör Arena, Arendal Widzów: 2 625 Sędzia: Michal Baďura, Jaroslav Ondogrecula |
| 15 czerwca 201319:10 | 5× · 3×          | 34:29(22:15) | 6× · 3× · 2×        | Sör Arena, Arendal Widzów: 2 625 Sędzia: Michal Baďura, Jaroslav Ondogrecula |

### Grupa 4
| 31 października 201218:00 | Chorwacja    | 25:21(13:8) | Słowacja       | Dvorana Gradski vrt, Osijek Widzów: 3 500 Sędzia: Andrei Gousko, Siarhei Repkin |
| 31 października 201218:00 | Ivan Čupić 8 | 25:21(13:8) | 5 Oliver Rábek | Dvorana Gradski vrt, Osijek Widzów: 3 500 Sędzia: Andrei Gousko, Siarhei Repkin |
| 31 października 201218:00 | 1× · 3× · 1× | 25:21(13:8) | 4× · 3×        | Dvorana Gradski vrt, Osijek Widzów: 3 500 Sędzia: Andrei Gousko, Siarhei Repkin |

| 31 października 201218:45 | Węgry           | 32:25(18:14) | Łotwa               | Gyöngyösi Sportcsarnok, Gyöngyös Widzów: 1 500 Sędzia: Michael Johansson, Jasmin Kliko |
| 31 października 201218:45 | Gábor Császár 6 | 32:25(18:14) | 6 Dainis Krištopāns | Gyöngyösi Sportcsarnok, Gyöngyös Widzów: 1 500 Sędzia: Michael Johansson, Jasmin Kliko |
| 31 października 201218:45 | 5× · 3×         | 32:25(18:14) | 6× · 3×             | Gyöngyösi Sportcsarnok, Gyöngyös Widzów: 1 500 Sędzia: Michael Johansson, Jasmin Kliko |

| 3 listopada 201219:05 | Łotwa               | 23:30(12:19) | Chorwacja    | Dobeles sporta centrā, Dobele Widzów: 915 Sędzia: Radojko Brkic, Andrei Jusufhodzic |
| 3 listopada 201219:05 | Dainis Krištopāns 5 | 23:30(12:19) | 6 Ivan Čupić | Dobeles sporta centrā, Dobele Widzów: 915 Sędzia: Radojko Brkic, Andrei Jusufhodzic |
| 3 listopada 201219:05 | 4× · 3×             | 23:30(12:19) | 2× · 2×      | Dobeles sporta centrā, Dobele Widzów: 915 Sędzia: Radojko Brkic, Andrei Jusufhodzic |

| 4 listopada 201217:00 | Słowacja       | 24:28(12:13) | Węgry         | Mestská športová hala, Preszów Widzów: 4 500 Sędzia: Nenad Nikolić, Dušan Stojković |
| 4 listopada 201217:00 | Oliver Rábek 5 | 24:28(12:13) | 8 László Nagy | Mestská športová hala, Preszów Widzów: 4 500 Sędzia: Nenad Nikolić, Dušan Stojković |
| 4 listopada 201217:00 | 7× · 3×        | 24:28(12:13) | 5× · 3× · 1×  | Mestská športová hala, Preszów Widzów: 4 500 Sędzia: Nenad Nikolić, Dušan Stojković |

| 3 kwietnia 201319:05 | Łotwa         | 28:24(14:9) | Słowacja             | Dobeles sporta centrā, Dobele Widzów: 1 010 Sędzia: Igor Covalciuc, Alexei Covalciuc |
| 3 kwietnia 201319:05 | Ingars Dude 7 | 28:24(14:9) | 11 Martin Straňovský | Dobeles sporta centrā, Dobele Widzów: 1 010 Sędzia: Igor Covalciuc, Alexei Covalciuc |
| 3 kwietnia 201319:05 | 5× · 2× · 1×  | 28:24(14:9) | 2× · 3×              | Dobeles sporta centrā, Dobele Widzów: 1 010 Sędzia: Igor Covalciuc, Alexei Covalciuc |

| 4 kwietnia 201320:25 | Węgry           | 20:18(8:7) | Chorwacja                        | Veszprém Aréna, Veszprém Widzów: 5 000 Sędzia: Kenneth Abrahamsen, Arne M. Kristiansen |
| 4 kwietnia 201320:25 | Gábor Császár 6 | 20:18(8:7) | 4 Zlatko Horvat · 4 Denis Buntić | Veszprém Aréna, Veszprém Widzów: 5 000 Sędzia: Kenneth Abrahamsen, Arne M. Kristiansen |
| 4 kwietnia 201320:25 | 5× · 2× · 1×    | 20:18(8:7) | 3× · 3×                          | Veszprém Aréna, Veszprém Widzów: 5 000 Sędzia: Kenneth Abrahamsen, Arne M. Kristiansen |

| 6 kwietnia 201318:30 | Chorwacja       | 30:26(15:9) | Węgry          | Arena Zagreb, Zagrzeb Widzów: 12 500 Sędzia: Evgenij Zotin, Nikolaj Volodkov |
| 6 kwietnia 201318:30 | Zlatko Horvat 8 | 30:26(15:9) | 6 Bence Zdolik | Arena Zagreb, Zagrzeb Widzów: 12 500 Sędzia: Evgenij Zotin, Nikolaj Volodkov |
| 6 kwietnia 201318:30 | 1× · 3×         | 30:26(15:9) | 2× · 3×        | Arena Zagreb, Zagrzeb Widzów: 12 500 Sędzia: Evgenij Zotin, Nikolaj Volodkov |

| 7 kwietnia 201317:30 | Słowacja            | 27:25(12:14) | Łotwa          | Športová hala, Powaska Bystrzyca Widzów: 1 400 Sędzia: Eydun Lindenskov Samuelsen, Andreas Falkvard Hansen |
| 7 kwietnia 201317:30 | Martin Straňovský 8 | 27:25(12:14) | 8 Aivis Jurdzs | Športová hala, Powaska Bystrzyca Widzów: 1 400 Sędzia: Eydun Lindenskov Samuelsen, Andreas Falkvard Hansen |
| 7 kwietnia 201317:30 | 2× · 2× · 1×        | 27:25(12:14) | 1× · 3×        | Športová hala, Powaska Bystrzyca Widzów: 1 400 Sędzia: Eydun Lindenskov Samuelsen, Andreas Falkvard Hansen |

| 12 czerwca 201319:05 | Łotwa          | 25:25(12:11) | Węgry         | Dobeles sporta centrā, Dobele Widzów: 800 Sędzia: Vasile Pavel, Eugen-Marian State |
| 12 czerwca 201319:05 | Aivis Jurdzs 7 | 25:25(12:11) | 9 László Nagy | Dobeles sporta centrā, Dobele Widzów: 800 Sędzia: Vasile Pavel, Eugen-Marian State |
| 12 czerwca 201319:05 | 2× · 2×        | 25:25(12:11) | 4× · 2×       | Dobeles sporta centrā, Dobele Widzów: 800 Sędzia: Vasile Pavel, Eugen-Marian State |

| 12 czerwca 201320:30 | Słowacja            | 21:32(11:21) | Chorwacja       | HANT aréna, Bratysława Widzów: 3 750 Sędzia: Marek Baranowski, Bogdan Lemanowicz |
| 12 czerwca 201320:30 | Martin Straňovský 6 | 21:32(11:21) | 6 Manuel Strlek | HANT aréna, Bratysława Widzów: 3 750 Sędzia: Marek Baranowski, Bogdan Lemanowicz |
| 12 czerwca 201320:30 | 5× · 3×             | 21:32(11:21) | 4× · 3×         | HANT aréna, Bratysława Widzów: 3 750 Sędzia: Marek Baranowski, Bogdan Lemanowicz |

| 15 czerwca 201318:00 | Chorwacja                                         | 26:24(17:13) | Łotwa                                | OŠ Marija i Lina, Umag Widzów: 1 300 Sędzia: Gregorio Muro San Jose, Alfonso Rodriguez Murcia |
| 15 czerwca 201318:00 | Denis Buntic 5 · Ivan Čupić 5 · Domagoj Duvnjak 5 | 26:24(17:13) | 4 Aivis Jurdzs · 4 Dainis Kristopans | OŠ Marija i Lina, Umag Widzów: 1 300 Sędzia: Gregorio Muro San Jose, Alfonso Rodriguez Murcia |
| 15 czerwca 201318:00 | 5× · 2×                                           | 26:24(17:13) | 4× · 3×                              | OŠ Marija i Lina, Umag Widzów: 1 300 Sędzia: Gregorio Muro San Jose, Alfonso Rodriguez Murcia |

| 15 czerwca 201319:00 | Węgry           | 30:31(16:15) | Słowacja         | Szegedi Városi Sportcsarnok, Segedyn Widzów: 2 000 Sędzia: Ivan Cacador, Eurico Nicolau |
| 15 czerwca 201319:00 | Gábor Császár 7 | 30:31(16:15) | 8 Frantisek Sulc | Szegedi Városi Sportcsarnok, Segedyn Widzów: 2 000 Sędzia: Ivan Cacador, Eurico Nicolau |
| 15 czerwca 201319:00 | 2× · 3×         | 30:31(16:15) | 4× · 3×          | Szegedi Városi Sportcsarnok, Segedyn Widzów: 2 000 Sędzia: Ivan Cacador, Eurico Nicolau |

### Grupa 5
| 31 października 201218:00 | Polska           | 33:22(16:8) | Holandia       | Orlen Arena, Płock Widzów: 5 467 Sędzia: Sasa Pandžić, Boris Šatordžija |
| 31 października 201218:00 | Michał Jurecki 5 | 33:22(16:8) | 6 Arjan Haenen | Orlen Arena, Płock Widzów: 5 467 Sędzia: Sasa Pandžić, Boris Šatordžija |
| 31 października 201218:00 | 5× · 3×          | 33:22(16:8) | 5× · 3×        | Orlen Arena, Płock Widzów: 5 467 Sędzia: Sasa Pandžić, Boris Šatordžija |

| 1 listopada 201219:15 | Szwecja                             | 27:23(14:11) | Ukraina                | FFS Arena, Lund Widzów: 2 832 Sędzia: Ivan Pavicevic, Milos Raznatovic |
| 1 listopada 201219:15 | Niclas Ekberg 6 · Johan Jakobsson 6 | 27:23(14:11) | 5 Władysław Ostrouszko | FFS Arena, Lund Widzów: 2 832 Sędzia: Ivan Pavicevic, Milos Raznatovic |
| 1 listopada 201219:15 | 1× · 3×                             | 27:23(14:11) | 3× · 3× · 1×           | FFS Arena, Lund Widzów: 2 832 Sędzia: Ivan Pavicevic, Milos Raznatovic |

| 3 listopada 201219:30 | Holandia       | 31:33(15:17) | Szwecja         | Topsportcentrum, Almere Widzów: 900 Sędzia: Martin Lillepea, Marion Kull |
| 3 listopada 201219:30 | Jasper Adams 9 | 31:33(15:17) | 8 Niclas Ekberg | Topsportcentrum, Almere Widzów: 900 Sędzia: Martin Lillepea, Marion Kull |
| 3 listopada 201219:30 | 3× · 3×        | 31:33(15:17) | 3× · 3×         | Topsportcentrum, Almere Widzów: 900 Sędzia: Martin Lillepea, Marion Kull |

| 4 listopada 201217:00 | Ukraina           | 20:29(11:17) | Polska           | Palace of Sports „Yunost”, Zaporoże Widzów: 2 000 Sędzia: Michal Baďura, Jaroslav Ondogrecula |
| 4 listopada 201217:00 | Mykoła Steciura 5 | 20:29(11:17) | 6 Michał Jurecki | Palace of Sports „Yunost”, Zaporoże Widzów: 2 000 Sędzia: Michal Baďura, Jaroslav Ondogrecula |
| 4 listopada 201217:00 | 7× · 3× · 1×      | 20:29(11:17) | 4× · 2×          | Palace of Sports „Yunost”, Zaporoże Widzów: 2 000 Sędzia: Michal Baďura, Jaroslav Ondogrecula |

| 2 kwietnia 201319:00 | Ukraina                                        | 28:24(16:10) | Holandia     | Pałac Sportu, Kijów Widzów: 2 500 Sędzia: André Philipp Buache, Marco Meyer |
| 2 kwietnia 201319:00 | Sierhij Onufrijenko 5 · Władysław Ostrouszko 5 | 28:24(16:10) | 5 Tim Remer  | Pałac Sportu, Kijów Widzów: 2 500 Sędzia: André Philipp Buache, Marco Meyer |
| 2 kwietnia 201319:00 | 4× · 3×                                        | 28:24(16:10) | 4× · 3× · 1× | Pałac Sportu, Kijów Widzów: 2 500 Sędzia: André Philipp Buache, Marco Meyer |

| 4 kwietnia 201319:10 | Szwecja           | 28:21(12:11) | Polska           | Malmö Arena, Malmö Widzów: 7 423 Sędzia: Nenad Krstić, Peter Ljubič |
| 4 kwietnia 201319:10 | Andreas Nilsson 7 | 28:21(12:11) | 5 Karol Bielecki | Malmö Arena, Malmö Widzów: 7 423 Sędzia: Nenad Krstić, Peter Ljubič |
| 4 kwietnia 201319:10 | 5× · 3×           | 28:21(12:11) | 5× · 3×          | Malmö Arena, Malmö Widzów: 7 423 Sędzia: Nenad Krstić, Peter Ljubič |

| 7 kwietnia 201314:00 | Holandia        | 27:23(13:10) | Ukraina         | Topsportcentrum, Almere Widzów: 500 Sędzia: Erdoan Vitaku, Arsim Vitaku |
| 7 kwietnia 201314:00 | Iso Sluijters 7 | 27:23(13:10) | 6 Siergij Burka | Topsportcentrum, Almere Widzów: 500 Sędzia: Erdoan Vitaku, Arsim Vitaku |
| 7 kwietnia 201314:00 | 8× · 3× · 1×    | 27:23(13:10) | 4× · 2×         | Topsportcentrum, Almere Widzów: 500 Sędzia: Erdoan Vitaku, Arsim Vitaku |

| 7 kwietnia 201320:00 | Polska            | 22:18(12:10) | Szwecja         | Ergo Arena, Gdańsk Widzów: 10 751 Sędzia: Sławe Nikołow, Ǵorgi Naczewski |
| 7 kwietnia 201320:00 | Adam Wiśniewski 7 | 22:18(12:10) | 4 Niclas Ekberg | Ergo Arena, Gdańsk Widzów: 10 751 Sędzia: Sławe Nikołow, Ǵorgi Naczewski |
| 7 kwietnia 201320:00 | 5× · 3×           | 22:18(12:10) | 2× · 3×         | Ergo Arena, Gdańsk Widzów: 10 751 Sędzia: Sławe Nikołow, Ǵorgi Naczewski |

| 12 czerwca 201319:00 | Ukraina         | 21:34(7:16) | Szwecja            | Pałac Sportu, Kijów Widzów: 1 000 Sędzia: Robert Schulze, Tobias Tönnies |
| 12 czerwca 201319:00 | Andrij Vasyuk 6 | 21:34(7:16) | 8 Fredrik Petersen | Pałac Sportu, Kijów Widzów: 1 000 Sędzia: Robert Schulze, Tobias Tönnies |
| 12 czerwca 201319:00 | 3× · 2×         | 21:34(7:16) | 2× · 3×            | Pałac Sportu, Kijów Widzów: 1 000 Sędzia: Robert Schulze, Tobias Tönnies |

| 12 czerwca 201319:30 | Holandia        | 23:30(11:13) | Polska                | Topsportcentrum, Almere Widzów: 1 750 Sędzia: Amar Konjicanin, Dino Konjicanin |
| 12 czerwca 201319:30 | Nicky Verjans 6 | 23:30(11:13) | 10 Patryk Kuchczyński | Topsportcentrum, Almere Widzów: 1 750 Sędzia: Amar Konjicanin, Dino Konjicanin |
| 12 czerwca 201319:30 | 2× · 3×         | 23:30(11:13) | 3× · 2×               | Topsportcentrum, Almere Widzów: 1 750 Sędzia: Amar Konjicanin, Dino Konjicanin |

| 16 czerwca 201318:15 | Szwecja            | 34:23(15:10) | Holandia        | Estrad Alingsås, Alingsås Widzów: 2158 Sędzia: Miklós Andorka, Róbert Hucker |
| 16 czerwca 201318:15 | Fredrik Petersen 8 | 34:23(15:10) | 6 Nicky Verjans | Estrad Alingsås, Alingsås Widzów: 2158 Sędzia: Miklós Andorka, Róbert Hucker |
| 16 czerwca 201318:15 | 6× · 2×            | 34:23(15:10) | 2× · 3×         | Estrad Alingsås, Alingsås Widzów: 2158 Sędzia: Miklós Andorka, Róbert Hucker |

| 16 czerwca 201320:00 | Polska             | 27:22(13:7) | Ukraina             | Hala MOSiR, Zielona Góra Widzów: 5000 Sędzia: Bogdan Nicolae Stark, Romeo Mihai Stefan |
| 16 czerwca 201320:00 | Michał Kubisztal 6 | 27:22(13:7) | 8 Oleg Kumogorodsky | Hala MOSiR, Zielona Góra Widzów: 5000 Sędzia: Bogdan Nicolae Stark, Romeo Mihai Stefan |
| 16 czerwca 201320:00 | 4× · 2×            | 27:22(13:7) | 3× · 3×             | Hala MOSiR, Zielona Góra Widzów: 5000 Sędzia: Bogdan Nicolae Stark, Romeo Mihai Stefan |

### Grupa 6
| 31 października 201219:30 | Islandia                                        | 36:28(17:13) | Białoruś            | Laugardalshöllin, Reykjavík Widzów: 2 050 Sędzia: Andre Hansen, Oistein Pettersen |
| 31 października 201219:30 | Aron Pálmarsson 11 · Guðjón Valur Sigurðsson 11 | 36:28(17:13) | 10 Siarhiej Rutenka | Laugardalshöllin, Reykjavík Widzów: 2 050 Sędzia: Andre Hansen, Oistein Pettersen |
| 31 października 201219:30 | 4× · 3×                                         | 36:28(17:13) | 7× · 3× · 1×        | Laugardalshöllin, Reykjavík Widzów: 2 050 Sędzia: Andre Hansen, Oistein Pettersen |

| 31 października 201220:15 | Słowenia                       | 34:26(16:13) | Rumunia            | Športna dvorana Bonifika, Koper Widzów: 2 500 Sędzia: Václav Horáček, Jiří Novotný |
| 31 października 201220:15 | David Špiler 5 · Luka Žvižej 5 | 34:26(16:13) | 5 Valentin Ghionea | Športna dvorana Bonifika, Koper Widzów: 2 500 Sędzia: Václav Horáček, Jiří Novotný |
| 31 października 201220:15 | 3× · 3×                        | 34:26(16:13) | 4× · 3×            | Športna dvorana Bonifika, Koper Widzów: 2 500 Sędzia: Václav Horáček, Jiří Novotný |

| 4 listopada 201214:00 | Białoruś            | 32:32(16:14) | Słowenia                                                              | Pałac Sportu, Mińsk Widzów: 3 400 Sędzia: Péter Horváth, Balázs Marton |
| 4 listopada 201214:00 | Siarhiej Rutenka 10 | 32:32(16:14) | 5 Jure Dolenec · 5 Dragan Gajić · 5 Gašper Marguč · 5 Sebastian Skube | Pałac Sportu, Mińsk Widzów: 3 400 Sędzia: Péter Horváth, Balázs Marton |
| 4 listopada 201214:00 | 6× · 3× · 1×        | 32:32(16:14) | 6× · 3×                                                               | Pałac Sportu, Mińsk Widzów: 3 400 Sędzia: Péter Horváth, Balázs Marton |

| 4 listopada 201216:00 | Rumunia            | 30:37(18:19) | Islandia                   | Sala Polivalentă, Piatra Neamț Widzów: 2 000 Sędzia: Sławe Nikołow, Ǵorgi Naczewski |
| 4 listopada 201216:00 | Valentin Ghionea 6 | 30:37(18:19) | 10 Guðjón Valur Sigurðsson | Sala Polivalentă, Piatra Neamț Widzów: 2 000 Sędzia: Sławe Nikołow, Ǵorgi Naczewski |
| 4 listopada 201216:00 | 2× · 3×            | 30:37(18:19) | 2× · 3×                    | Sala Polivalentă, Piatra Neamț Widzów: 2 000 Sędzia: Sławe Nikołow, Ǵorgi Naczewski |

| 3 kwietnia 201318:00 | Rumunia             | 31:34(13:18) | Białoruś            | Sala Polivalentă, Piatra Neamț Widzów: 1 000 Sędzia: Csaba Kékes, Pál Kékes |
| 3 kwietnia 201318:00 | Florin Dospinescu 6 | 31:34(13:18) | 11 Siarhiej Rutenka | Sala Polivalentă, Piatra Neamț Widzów: 1 000 Sędzia: Csaba Kékes, Pál Kékes |
| 3 kwietnia 201318:00 | 9× · 3×             | 31:34(13:18) | 8× · 2×             | Sala Polivalentă, Piatra Neamț Widzów: 1 000 Sędzia: Csaba Kékes, Pál Kékes |

| 3 kwietnia 201320:15 | Słowenia                            | 28:29(13:9) | Islandia                  | Dvorana Tabor, Maribor Widzów: 3 496 Sędzia: Ivan Cacador, Eurico Nicolau |
| 3 kwietnia 201320:15 | Vid Kavtičnik 5 · Sebastian Skube 5 | 28:29(13:9) | 9 Guðjón Valur Sigurðsson | Dvorana Tabor, Maribor Widzów: 3 496 Sędzia: Ivan Cacador, Eurico Nicolau |
| 3 kwietnia 201320:15 | 2× · 3×                             | 28:29(13:9) | 3× · 3×                   | Dvorana Tabor, Maribor Widzów: 3 496 Sędzia: Ivan Cacador, Eurico Nicolau |

| 7 kwietnia 201316:00 | Islandia                   | 35:34(15:18) | Słowenia                          | Laugardalshöllin, Reykjavík Widzów: 2 500 Sędzia: Michal Baďura, Jaroslav Ondogrecula |
| 7 kwietnia 201316:00 | Guðjón Valur Sigurðsson 13 | 35:34(15:18) | 9 Nenad Bilbija · 9 Gašper Marguč | Laugardalshöllin, Reykjavík Widzów: 2 500 Sędzia: Michal Baďura, Jaroslav Ondogrecula |
| 7 kwietnia 201316:00 | 5× · 2×                    | 35:34(15:18) | 3× · 3×                           | Laugardalshöllin, Reykjavík Widzów: 2 500 Sędzia: Michal Baďura, Jaroslav Ondogrecula |

| 12 czerwca 201318:00 | Białoruś          | 29:23(16:10) | Islandia                  | Pałac Sportu, Mińsk Widzów: 3 400 Sędzia: Nenad Nikolić, Dušan Stojković |
| 12 czerwca 201318:00 | Barys Puchouski 9 | 29:23(16:10) | Guðjón Valur Sigurðsson 7 | Pałac Sportu, Mińsk Widzów: 3 400 Sędzia: Nenad Nikolić, Dušan Stojković |
| 12 czerwca 201318:00 | 3× · 3×           | 29:23(16:10) | 3× · 3×                   | Pałac Sportu, Mińsk Widzów: 3 400 Sędzia: Nenad Nikolić, Dušan Stojković |

| 12 czerwca 201318:00 | Rumunia        | 22:31(11:14) | Słowenia       | Sala Polivalentă, Bukareszt Widzów: 500 Sędzia: Aleksandar Pandžić, Ivan Mošorinski |
| 12 czerwca 201318:00 | Andrei Grasu 6 | 22:31(11:14) | 9 David Špiler | Sala Polivalentă, Bukareszt Widzów: 500 Sędzia: Aleksandar Pandžić, Ivan Mošorinski |
| 12 czerwca 201318:00 | 3× · 3×        | 22:31(11:14) | 4× · 3×        | Sala Polivalentă, Bukareszt Widzów: 500 Sędzia: Aleksandar Pandžić, Ivan Mošorinski |

| 16 czerwca 201318:00 | Słowenia        | 33:35(17:18) | Białoruś           | Arena Stožice, Lublana Widzów: 5 500 Sędzia: Andreu Marín Lorente, Ignacio García Serradilla |
| 16 czerwca 201318:00 | Nenad Bilbija 7 | 33:35(17:18) | 10 Barys Puchouski | Arena Stožice, Lublana Widzów: 5 500 Sędzia: Andreu Marín Lorente, Ignacio García Serradilla |
| 16 czerwca 201318:00 | 3× · 3×         | 33:35(17:18) | 4× · 3×            | Arena Stožice, Lublana Widzów: 5 500 Sędzia: Andreu Marín Lorente, Ignacio García Serradilla |

| 16 czerwca 201319:45 | Islandia                   | 37:27(14:15) | Rumunia                                                 | Laugardalshöllin, Reykjavík Widzów: 2800 Sędzia: Ferenc Bonifert, Viktor Oláh |
| 16 czerwca 201319:45 | Guðjón Valur Sigurðsson 12 | 37:27(14:15) | 5 Florin Acatrinei · 5 Mihai Asoltanei · 5 Aurel Florea | Laugardalshöllin, Reykjavík Widzów: 2800 Sędzia: Ferenc Bonifert, Viktor Oláh |
| 16 czerwca 201319:45 | 2× · 3×                    | 37:27(14:15) | 6× · 1×                                                 | Laugardalshöllin, Reykjavík Widzów: 2800 Sędzia: Ferenc Bonifert, Viktor Oláh |

### Grupa 7
| 31 października 201220:25 | Austria            | 35:24(18:7) | Bośnia i Hercegowina               | Stadt- und Sporthalle, Linz Widzów: 3 200 Sędzia: Csaba Kékes, Pál Kékes |
| 31 października 201220:25 | Roland Schlinger 7 | 35:24(18:7) | 5 Mirsad Terzić · 5 Faruk Vražalić | Stadt- und Sporthalle, Linz Widzów: 3 200 Sędzia: Csaba Kékes, Pál Kékes |
| 31 października 201220:25 | 7× · 3×            | 35:24(18:7) | 4× · 3×                            | Stadt- und Sporthalle, Linz Widzów: 3 200 Sędzia: Csaba Kékes, Pál Kékes |

| 31 października 201220:30 | Serbia        | 30:29(15:12) | Rosja           | Čair Sports Center, Nisz Widzów: 5 000 Sędzia: Sorin-Laurentiu Dinu, Constantin Din |
| 31 października 201220:30 | Žarko Šešum 8 | 30:29(15:12) | 9 Timur Dibirow | Čair Sports Center, Nisz Widzów: 5 000 Sędzia: Sorin-Laurentiu Dinu, Constantin Din |
| 31 października 201220:30 | 4× · 3×       | 30:29(15:12) | 6× · 3×         | Čair Sports Center, Nisz Widzów: 5 000 Sędzia: Sorin-Laurentiu Dinu, Constantin Din |

| 4 listopada 201217:00 | Bośnia i Hercegowina  | 21:24(12:8) | Serbia        | Dvorana Mirza Delibašić, Sarajewo Widzów: 5 000 Sędzia: Vaidas Mazeika, Mindaugas Gatelis |
| 4 listopada 201217:00 | Muhamed Toromanović 6 | 21:24(12:8) | 8 Marko Vujin | Dvorana Mirza Delibašić, Sarajewo Widzów: 5 000 Sędzia: Vaidas Mazeika, Mindaugas Gatelis |
| 4 listopada 201217:00 | 3× · 2×               | 21:24(12:8) | 4× · 3×       | Dvorana Mirza Delibašić, Sarajewo Widzów: 5 000 Sędzia: Vaidas Mazeika, Mindaugas Gatelis |

| 4 listopada 201217:00 | Rosja           | 38:31(19:12) | Austria           | Sportowy kompleks im. W.P. Suchariewa, Perm (miasto) Widzów: 2 500 Sędzia: Peter Brunovsky, Vladimir Canda |
| 4 listopada 201217:00 | Timur Dibirow 8 | 38:31(19:12) | 9 Viktor Szilágyi | Sportowy kompleks im. W.P. Suchariewa, Perm (miasto) Widzów: 2 500 Sędzia: Peter Brunovsky, Vladimir Canda |
| 4 listopada 201217:00 | 4× · 3×         | 38:31(19:12) | 3× · 3×           | Sportowy kompleks im. W.P. Suchariewa, Perm (miasto) Widzów: 2 500 Sędzia: Peter Brunovsky, Vladimir Canda |

| 3 kwietnia 201320:25 | Austria                            | 31:28(16:17) | Serbia        | Stadthalle Graz, Graz Widzów: 3 700 Sędzia: Per Olesen, Claus Gramm Pedersen |
| 3 kwietnia 201320:25 | Viktor Szilágyi 8 · Robert Weber 8 | 31:28(16:17) | 12 Momir Ilić | Stadthalle Graz, Graz Widzów: 3 700 Sędzia: Per Olesen, Claus Gramm Pedersen |
| 3 kwietnia 201320:25 | 6× · 3×                            | 31:28(16:17) | 5× · 3× · 1×  | Stadthalle Graz, Graz Widzów: 3 700 Sędzia: Per Olesen, Claus Gramm Pedersen |

| 4 kwietnia 201317:00 | Bośnia i Hercegowina                            | 23:32(13:17) | Rosja           | Sportski centar Mladost, Visoko Widzów: 2 680 Sędzia: Said Bounouara, Khalid Sami |
| 4 kwietnia 201317:00 | Ivan Milas 4 · Kosta Savic 4 · Faruk Vražalić 4 | 23:32(13:17) | 9 Timur Dibirow | Sportski centar Mladost, Visoko Widzów: 2 680 Sędzia: Said Bounouara, Khalid Sami |
| 4 kwietnia 201317:00 | 2× · 2×                                         | 23:32(13:17) | 1× · 3× · 1×    | Sportski centar Mladost, Visoko Widzów: 2 680 Sędzia: Said Bounouara, Khalid Sami |

| 7 kwietnia 201316:00 | Rosja                 | 26:24(10:11) | Bośnia i Hercegowina           | Pałac Sportu „Olimp”, Krasnodar Widzów: 2 000 Sędzia: Kursad Erdogan, Ibrahim Ozdeniz |
| 7 kwietnia 201316:00 | Konstantin Igropuło 5 | 26:24(10:11) | 4 Duško Čelica · 4 Kosta Savić | Pałac Sportu „Olimp”, Krasnodar Widzów: 2 000 Sędzia: Kursad Erdogan, Ibrahim Ozdeniz |
| 7 kwietnia 201316:00 | 3× · 3×               | 26:24(10:11) | 5× · 3×                        | Pałac Sportu „Olimp”, Krasnodar Widzów: 2 000 Sędzia: Kursad Erdogan, Ibrahim Ozdeniz |

| 7 kwietnia 201318:30 | Serbia          | 30:30(16:14) | Austria                                            | Kristalna dvorana, Zrenjanin Widzów: 3 000 Sędzia: Andreu Marín Lorente, Ignacio García Serradilla |
| 7 kwietnia 201318:30 | Ivan Nikčević 8 | 30:30(16:14) | 5 Raul Santos · 5 Viktor Szilágyi · 5 Robert Weber | Kristalna dvorana, Zrenjanin Widzów: 3 000 Sędzia: Andreu Marín Lorente, Ignacio García Serradilla |
| 7 kwietnia 201318:30 | 2× · 3×         | 30:30(16:14) | 7× · 3× · 1×                                       | Kristalna dvorana, Zrenjanin Widzów: 3 000 Sędzia: Andreu Marín Lorente, Ignacio García Serradilla |

| 12 czerwca 201318:00 | Rosja                 | 28:29(11:17) | Serbia          | Sportcomplex Zvezdniy, Astrachań Widzów: 5000 Sędzia: Hlynur Leifsson, Anton Palsson |
| 12 czerwca 201318:00 | Konstantin Igropuło 9 | 28:29(11:17) | 6 Petar Nenadić | Sportcomplex Zvezdniy, Astrachań Widzów: 5000 Sędzia: Hlynur Leifsson, Anton Palsson |
| 12 czerwca 201318:00 | 5× · 2×               | 28:29(11:17) | 6× · 3× · 1×    | Sportcomplex Zvezdniy, Astrachań Widzów: 5000 Sędzia: Hlynur Leifsson, Anton Palsson |

| 13 czerwca 201317:00 | Bośnia i Hercegowina            | 28:28(15:13) | Austria           | Sportski centar Mladost, Visoko Widzów: 1500 Sędzia: Jiří Opava, Pavel Válek |
| 13 czerwca 201317:00 | Duško Čelica 5 · Ivan Karačić 5 | 28:28(15:13) | 7 Viktor Szilágyi | Sportski centar Mladost, Visoko Widzów: 1500 Sędzia: Jiří Opava, Pavel Válek |
| 13 czerwca 201317:00 | 3× · 3×                         | 28:28(15:13) | 6× · 2×           | Sportski centar Mladost, Visoko Widzów: 1500 Sędzia: Jiří Opava, Pavel Válek |

| 16 czerwca 201319:00 | Serbia             | 30:23(13:12) | Bośnia i Hercegowina | Čair Sports Center, Nisz Widzów: 5600 Sędzia: Sławe Nikołow, Ǵorgi Naczewski |
| 16 czerwca 201319:00 | Filip Marjanović 7 | 30:23(13:12) | 5 Faruk Vrazalic     | Čair Sports Center, Nisz Widzów: 5600 Sędzia: Sławe Nikołow, Ǵorgi Naczewski |
| 16 czerwca 201319:00 | 3× · 3×            | 30:23(13:12) | 2× · 3×              | Čair Sports Center, Nisz Widzów: 5600 Sędzia: Sławe Nikołow, Ǵorgi Naczewski |

| 16 czerwca 201319:15 | Austria                                                 | 30:25(12:12) | Rosja           | Olympiahalle, Innsbruck Widzów: 3500 Sędzia: Matija Gubica, Boris Milošević |
| 16 czerwca 201319:15 | Raul Santos 6 · Viktor Szilágyi 6 · Konrad Wilczynski 6 | 30:25(12:12) | 6 Timur Dibirow | Olympiahalle, Innsbruck Widzów: 3500 Sędzia: Matija Gubica, Boris Milošević |
| 16 czerwca 201319:15 | 4× · 3×                                                 | 30:25(12:12) | 2× · 3×         | Olympiahalle, Innsbruck Widzów: 3500 Sędzia: Matija Gubica, Boris Milošević |

### Tabela drużyn z trzecich miejsc
Bilans spotkań obejmował starcia z czołowymi dwoma zespołami w danej grupie.